# Ajiaco
Ajiaco (výslovnost [aˈxjako]) je druh husté polévky (sancocho), který náleží do latinskoamerické kuchyně. Je typickým jídlem kolumbijského hlavního města Santa Fe de Bogotá pod názvem Ajiaco santafereño a jeho chuťově poněkud odlišné varianty se připravují také v Peru nebo na Kubě. Kubánský etnolog Fernando Ortiz Fernández označil ajiaco za symbol kreolské kultury, která je směsicí vlivů z různých kontinentů.
V Bogotě se ajiaco vaří ze tří druhů brambor, které se liší podle varného typu: papa criolla, papa pastusa a papa sabanera. Drobné papas criollas se rychle rozvaří, čímž polévku zahustí a dodají jí charakteristickou žlutou barvu, ostatní brambory zůstanou vcelku. Dalšími přísadami jsou kuřecí maso, pěťour maloúborný (v Kolumbii nazývaný guasca), klasy kukuřice, koriandr setý a kapary, krémovou konzistenci polévce dodává smetana. Ajiaco se podává v hliněné míse a zpravidla bývá spolu s vařenou rýží a plátky avokáda hlavním svátečním chodem.
Název ajiaco je odvozován od domorodého výrazu pro papriku křídlatou ají, i když v moderních receptech se do polévky papričky obvykle nedávají.